# Cristoforo de Predis
Cristoforo de Predis (appelé aussi Cristoforo de Preda) est enlumineur actif à Milan entre 1467 et 1486.

## Biographie

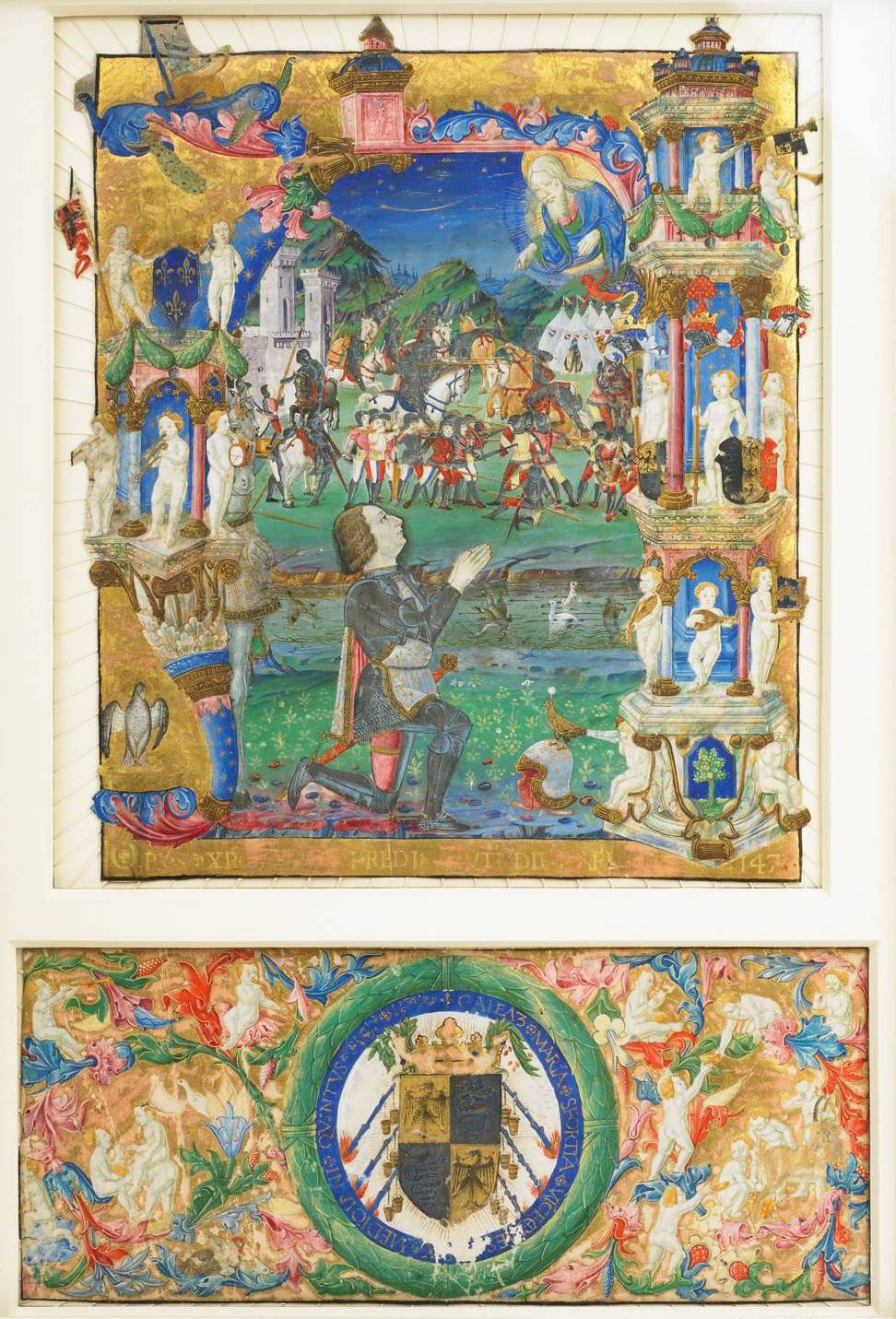
Miniature de Galeazzo Maria Sforza de la Wallace Collection avec la signature de Cristoforo en bas de page.

La vie de Cristoforo de Predis est connue à travers quelques documents d'archives de l'année 1472 le concernant ainsi que sa famille. Il est le fils de Leonardo de Predis, qui s'est marié trois fois et eut six fils : Aloisio, Evangelista et Cristoforo nés de Margherita Giussani ; Giovan Francesco, né de Margherita de Millio ; et Bernardino et Giovanni Ambrogio de Predis nés de Caterina Corio. Cette famille d'artiste est relativement prospère, le père Leonardo possédant des biens immobiliers du côté de Sedriano, mais cette fortune s'amenuise après 1450.
Cristoforo apparait dans les documents pour la première fois en 1467 : il est signalé comme sourd et muet. Une lettre signée de ses frères Aloisio et Evangelista, datées de 1472 et adressée à Galeazzo Maria Sforza, demande à ce dernier de respecter l'autonomie de leur frère sourd afin qu'il puisse bénéficier de ses biens à part égale malgré son handicap. Le duc accède à la demande des frères de Predis. Un document daté de 1486 toujours signé par ses frères mais ne mentionnant plus Cristoforo semble indiquer qu'il est déjà mort à cette date. Entre 1471 et 1474, il est indiqué qu'il reçoit des cadeaux de la famille Borromeo, de l'argent et des vêtements, en échange de travaux d'enluminure. Il travaille par la suite pour les plus grandes familles lombardes dont le duc Galeazzo Maria Sforza.
Quatre miniatures sont signées de sa main, toutes à peu près de la même époque : le frontispice du livre d'heures Borromeo (« XPOFOR DE PDIS MUT. M… S. PINX »), une compilation de vies de saints aujourd'hui à Turin (« OPUS.XPOFORI.DE.PREDIS.MUTI ») et datée du 6 avril 1476, un livre liturgique commandé par Fabrizio Marliani, évêque de Piacenza, daté aussi de 1476, et enfin, une miniature isolée représentant Galeazzo Maria Sforza en prière devant une scène de bataille de nos jours dans la Wallace Collection (« OPUS.XPOFORI.DE.PREDIS.MUTI »). Ces quatre œuvres ont permis de lui attribuer quelques autres œuvres en nombre limité.

## Style

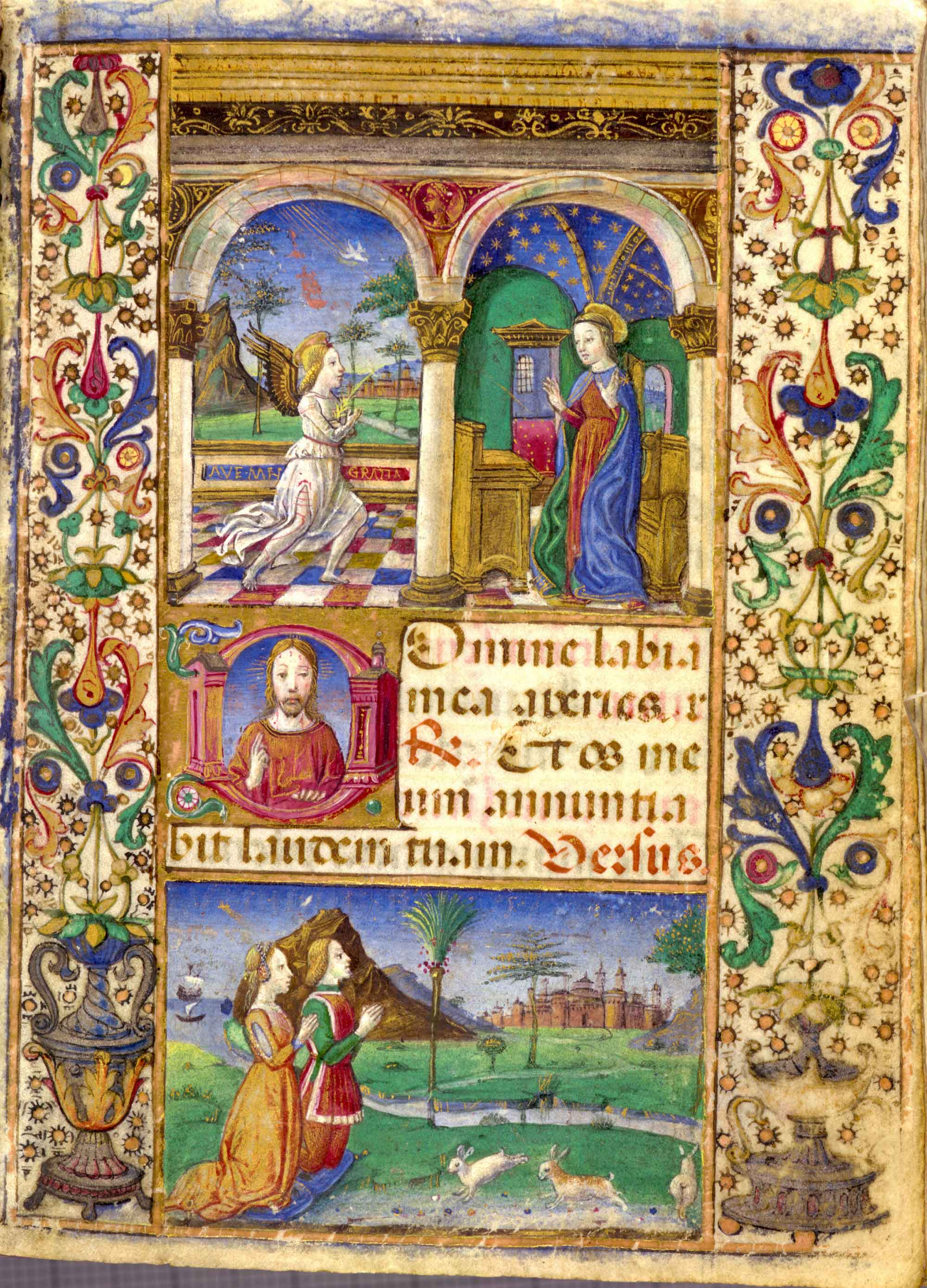
Livre d'heures Borromeo, folio 16, Bibliothèque ambrosienne.

Le style de Cristoforo de Predis est marqué à l'origine par les miniatures des Flandres, avec des artistes tels que Philippe de Mazerolles ou Jean Hennecart ou encore de France avec l'art de Jean Colombe. Il a pu être confronté à ces artistes à la fois par l'importation de manuscrits provenant de ces régions mais aussi la venue d'artistes étrangers en Lombardie. Il y mêle aussi le style d'autres enlumineurs italiens, comme Belbello da Pavia avec lequel il a peut-être été formé. Il est aussi marqué par les innovations décoratives mises en application dans la construction de la cathédrale de Milan. Dans son œuvre la plus imposante, le Légendaire de Turin, composé de 323 miniatures, il fait preuve d'une grande inventivité dans la création des compositions et des thèmes abordés, mêlant sujets religieux avec des représentations de scènes de la vie quotidienne, tandis que la dernière partie illustrant l'Apocalypse se distingue par des représentations féériques aux couleurs chatoyantes,.

## Œuvres

### Manuscrits signés

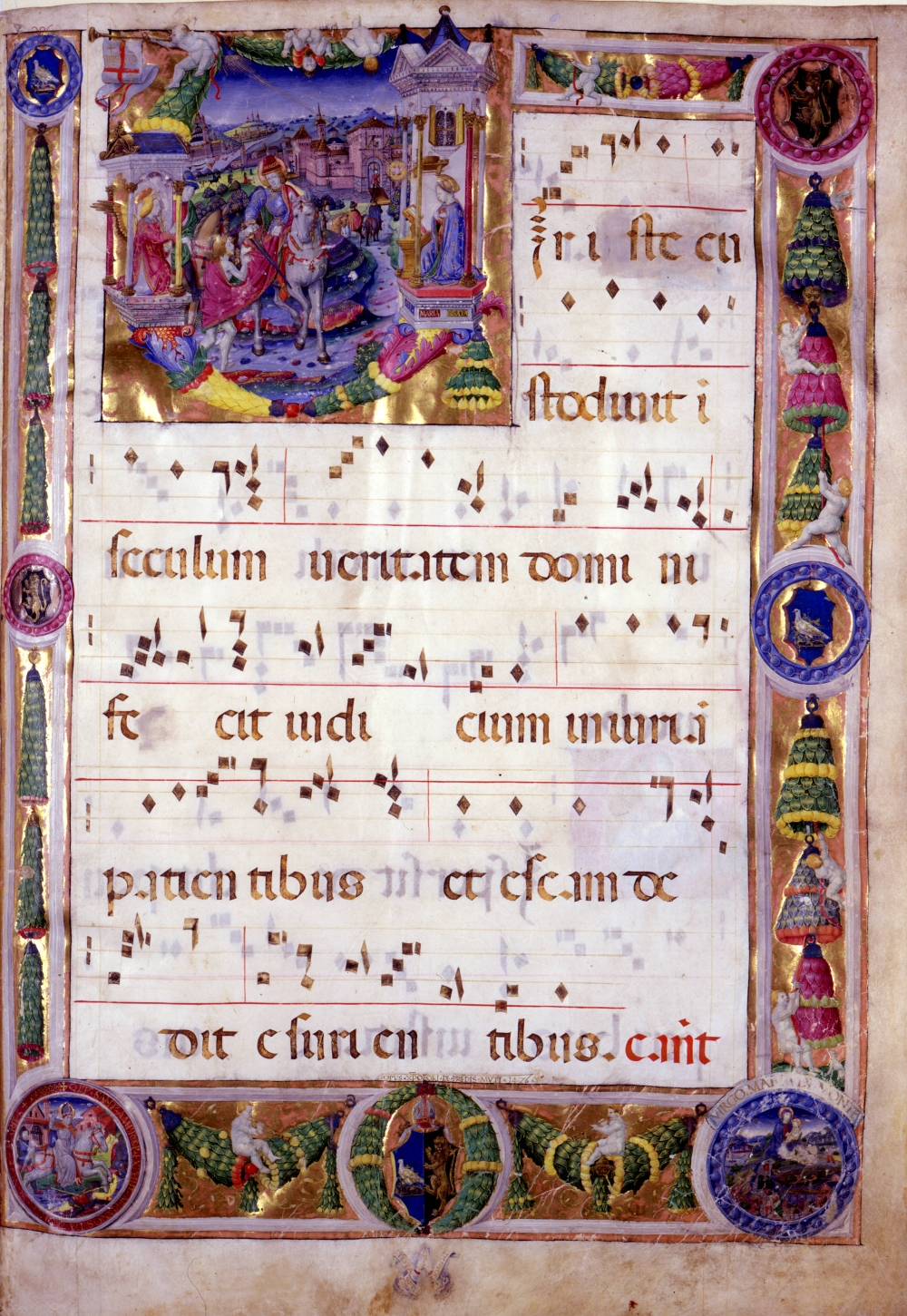
Frontispice de lIngressarium du Sacro Monte de Varèse.

- Livre d'heures Borromeo, commandé vers 1472 ou peut-être vers 1480-1485 pour le mariage de Giovanni III Borromeo et de Cleofa Pio da Carpi, en collaboration avec Michele da Genova, Bibliothèque ambrosienne, SP42[6]
- Légendaire ou compilation de vies de saints Joachim, Anne, la Vierge et le Christ, 6 avril 1476, Bibliothèque royale de Turin, Ms. Var.124
- Livre liturgique (Ingressarium) commandé par Fabrizio Marliani, évêque de Piacenza pour le Sacro Monte de Varèse, 1476, Museo Baroffio du Sacro Monte, Inv.1000[7]
- Miniature isolée, Galeazzo Maria Sforza en prière devant une scène de bataille tirée d'un missel (?), Wallace Collection, Londres, M.342[8]

### Manuscrits attribués
Le manuscrit astrologique De Sphaera lui est parfois attribué. Outre un problème de date, ce dernier étant très antérieur au reste de la production de Cristoforo, le style ne correspond pas non plus selon les historiens de l'art.
- Graduel pour Ercole I d'Este, en collaboration avec Venturino Mercati, Bibliothèque Estense, Modène, α P.I.6
- Commentaire sur la bible de Nicolas de Lyre, vers 1486, Bibliothèque ambrosienne, B.40 Inf